# Liste des députés de la préfecture de Tottori
Cette page liste les membres de la Chambre des représentants du Japon élus dans les circonscriptions de la préfecture de Tottori.

## 41elégislature(1996-2000)
| Circonscription |  | Député               | Parti politique |
| --------------- |  | -------------------- | --------------- |
| 1re             |  | Shigeru Ishiba       | SE              |
| 2e              |  | Hideyuki Aizawa (ja) | PLD             |

## 42elégislature(2000-2003)
| Circonscription |  | Député               | Parti politique |
| --------------- |  | -------------------- | --------------- |
| 1re             |  | Shigeru Ishiba       | PLD             |
| 2e              |  | Hideyuki Aizawa (ja) | PLD             |

## 43elégislature(2003-2005)
| Circonscription |  | Député                  | Parti politique |
| --------------- |  | ----------------------- | --------------- |
| 1re             |  | Shigeru Ishiba          | PLD             |
| 2e              |  | Yoshihiro Kawakami (ja) | SE              |

## 44elégislature(2005-2009)
| Circonscription |  | Député              | Parti politique |
| --------------- |  | ------------------- | --------------- |
| 1re             |  | Shigeru Ishiba      | PLD             |
| 2e              |  | Ryōsei Akazawa (ja) | PLD             |

## 45elégislature(2009-2012)
| Circonscription |  | Député              | Parti politique |
| --------------- |  | ------------------- | --------------- |
| 1re             |  | Shigeru Ishiba      | PLD             |
| 2e              |  | Ryōsei Akazawa (ja) | PLD             |

## 46elégislature(2012-2014)
| Circonscription |  | Député              | Parti politique |
| --------------- |  | ------------------- | --------------- |
| 1re             |  | Shigeru Ishiba      | PLD             |
| 2e              |  | Ryōsei Akazawa (ja) | PLD             |

## 47elégislature(2014-2017)
| Circonscription |  | Député              | Parti politique |
| --------------- |  | ------------------- | --------------- |
| 1re             |  | Shigeru Ishiba      | PLD             |
| 2e              |  | Ryōsei Akazawa (ja) | PLD             |

## 48elégislature(2017-2021)
| Circonscription |  | Député              | Parti politique |
| --------------- |  | ------------------- | --------------- |
| 1re             |  | Shigeru Ishiba      | PLD             |
| 2e              |  | Ryōsei Akazawa (ja) | PLD             |

## 49elégislature(2021-)
| Circonscription |  | Député              | Parti politique |
| --------------- |  | ------------------- | --------------- |
| 1re             |  | Shigeru Ishiba      | PLD             |
| 2e              |  | Ryōsei Akazawa (ja) | PLD             |